# Chimarra primula
Chimarra primula is een schietmot uit de familie Philopotamidae. De soort komt voor in het Nearctisch gebied.